# France Express
 (avril 2025).
Si vous disposez d'ouvrages ou d'articles de référence ou si vous connaissez des sites web de qualité traitant du thème abordé ici, merci de compléter l'article en donnant les références utiles à sa vérifiabilité et en les liant à la section « Notes et références ».
France Express est une entreprise française spécialisée dans le transport express de colis. Elle a été fondée en mars 1971 en Bretagne. France Express a un chiffre d'affaires de 430 millions d'euros en 2024.

## Histoire
L’express est né en Bretagne, à l’initiative de la Sotrab, une entreprise de transports régionale spécialisée dans la messagerie. En 1970, un de ses clients, fournisseur de pièces automobiles, lui demande de créer un service spécial durant les mois d’été, pour livrer les garages d’Ille-et-Vilaine deux fois par jour. À cette époque, les communes à l’écart des nationales étaient rarement livrées plus de 2 à 3 fois par semaine… Et les autocars, en période estivale, remplaçaient l’espace réservé aux colis par des sièges supplémentaires pour les touristes. La Sotrab mobilise plusieurs camionnettes pour ce service 2Xjour qui devait être « saisonnier ». Et finalement, cette entreprise observe que la prestation suscite l’intérêt dans d’autres secteurs d’activités : moquettes, papiers peints, pièces agricoles... Une occasion de développement pour la Sotrab qui se rapproche d’un transporteur rennais intéressé, Metraille, filiale de la SFTC. L’express prend forme, dans un premier temps, il s’agit d’assurer une livraison « 2 fois jour » sans exception dans toutes les communes des Cotes d’Armor (22) et d’Ille-et-Vilaine (35). 
En 1971, France Express est créée (50 % Sotrab, 50 % SFTC), dédiée au développement de la franchise France express. Ensuite tout va très vite : France Express couvre 50 départements en 1973, 69 en 1976, la totalité de l’hexagone en 1982 avec au moins une agence express par département (sauf certaines qui assurent la desserte simultanée de 2 ou 3 départements en plus de celui dans lequel elles sont implantées), et en associant toujours le numéro du département au service (22 Express, 35 Express, 72 Express…). Entre-temps, l’offre s’est élargie à la couverture régionale, puis nationale à partir de 1977. Calberson entre au capital de l'entreprise en 1977, après son rachat de la SFTC.
En mars 1982, la SARL France Express devient un groupement d'intérêt économique (GIE).  Le GIE France Express, renouvelé début 2021 pour une durée de 15 ans, est animé par un comité de direction, composé de 7 mandataires d’entreprises adhérentes au GIE. 
En 2009, est inauguré un nouveau site France Express à Corbas, équipé d’une chaîne de mécanisation. 

## Activité
L’express repose sur un plan de transport national qui interconnecte 110 agences et plateformes sur l’hexagone ainsi que celles implantées dans des pays limitrophes (Benelux, Royaume-Uni, Italie, Espagne...), soit environ 2 500 tractions quotidiennes à faire partir et arriver à l’heure. 
Pour que les marchandises traversent la France dans les délais, 11 hubs ou « correspondances » ont été créés (Amiens, Avignon, Tours, Limoges, Rennes, Bordeaux, Toulouse, Lyon, Châlons-en-Champagne, Nancy, Calexpress Gennevilliers). Rouages essentiels, ils réexpédient quotidiennement l’ensemble du fret reçu vers les centres destinataires. Ils ont une activité de jour – enlèvements et livraisons – et une activité de nuit – réception des tractions en provenance des centres commissionnaires, déchargement, tri et expédition.